# Hirschfeld (Brandeburgo)
Hirschfeld è un comune di 1 183 abitanti del Brandeburgo, in Germania.

Appartiene al circondario dell'Elba-Elster ed è parte della comunità amministrativa dello Schraden.

## Società

### Evoluzione demografica
- Sviluppo della popolazione dal 1875 entro gli attuali confini (linea blu: popolazione; linea puntata: confronto dello sviluppo della popolazione dello Stato del Brandenburgo; sfondo grigio: ai tempi del governo nazista; sfondo rosso: al tempo del governo comunista)

| Anno | Abitanti |
| ---- | -------- |
| 1875 | 1 000    |
| 1890 | 1 000    |
| 1910 | 1 100    |
| 1925 | 1 142    |
| 1933 | 1 211    |
| 1939 | 1 185    |
| 1946 | 1 588    |
| 1950 | 1 571    |
| 1964 | 1 501    |
| 1971 | 1 547    |

| Anno | Abitanti |
| ---- | -------- |
| 1981 | 1 613    |
| 1985 | 1 603    |
| 1989 | 1 613    |
| 1990 | 1 578    |
| 1991 | 1 588    |
| 1992 | 1 568    |
| 1993 | 1 555    |
| 1994 | 1 548    |
| 1995 | 1 561    |
| 1996 | 1 562    |

| Anno | Abitanti |
| ---- | -------- |
| 1997 | 1 540    |
| 1998 | 1 544    |
| 1999 | 1 539    |
| 2000 | 1 520    |
| 2001 | 1 510    |
| 2002 | 1 484    |
| 2003 | 1 460    |
| 2004 | 1 471    |
| 2005 | 1 456    |
| 2006 | 1 435    |

| Anno | Abitanti |
| ---- | -------- |
| 2007 | 1 433    |
| 2008 | 1 410    |
| 2009 | 1 394    |
| 2010 | 1 367    |
| 2011 | 1 344    |
| 2012 | 1 351    |

Fonti dei dati sono nel dettaglio nelle Wikimedia Commons..